# Reino da Lituânia
O Reino da Lituânia (lituano: Lietuvos Karalystė) foi uma monarquia lituana que existiu entre 1251 até meados de 1263. O rei Mindaugas foi o primeiro e único monarca a ser coroado rei da Lituânia. O status de reino do estado se perdeu após o assassinato de Mindaugas em 1263. Outros monarcas da Lituânia são referidos como Grão-duques, embora possuíssem um status quase idêndico ao de reis. Foram feitas duas tentativas para reestabecer o reino, uma por Vitautas, o Grande em 1430 e a outra pelo Conselho da Lituânia, em 1918.
|                                                                                |  |  |
| 200 litas comemorativas dedicadas ao 750° aniversário da coroação de Mindaugas |  |  |